# Mitrasacme stellata
Mitrasacme stellata är en tvåhjärtbladig växtart som beskrevs av Robert Brown. Mitrasacme stellata ingår i släktet Mitrasacme och familjen Loganiaceae. Utöver nominatformen finns också underarten M. s. latifolia.